# Anita Blom
Blenda Anita Blom-Granditsky, känd som Anita Blom, född 15 mars 1929 i Japan, död 23 februari 2024 på Lidingö, Stockholms län, var en svensk skådespelare, regissör och dramatiker.

## Biografi
Anita Blom är dotter till civilingenjör Stefan Blom och Mary Rundquist. Hon studerade vid Dramatens elevskola.
Anita Blom var gift 1951–1958 med Jan-Olof Strandberg och därefter 1959 med Palle Granditsky. Hon är mor till skådespelaren Mikael Strandberg, Rakel Granditsky Hökeberg och David Granditsky.

## Filmografi
- 1949 – Fängelse
- 1980 – Mördare! Mördare!
- 1980 – Och skeppets namn var Gigantic
- 1999 – S:t Mikael (TV-serie)
- 1999 – Oskar (kortfilm)
- 2009 – Psalm 21

## Teater

### Roller (ej komplett)
| År   | Roll               | Produktion                                      | Regi              | Teater                         |
| ---- | ------------------ | ----------------------------------------------- | ----------------- | ------------------------------ |
| 1949 | Calle Blomster     | Sanningens pärla Zacharias Topelius             | Keve Hjelm        | Dramaten                       |
| 1950 | Hildur             | Ljungby horn Frans Hedberg                      | Carl-Henrik Fant  | Dramaten                       |
| 1950 | Andra kvinnan      | Brand Henrik Ibsen                              | Alf Sjöberg       | Dramaten                       |
| 1950 | Tredje damen       | Tokiga grevinnan Jean Giraudoux                 | Olof Molander     | Dramaten                       |
| 1957 |                    | Mariana Pineda Federico García Lorca            | Åke S. Pettersson | Borås kretsteater              |
| 1957 |                    | Kärlekens fars Helge Krog                       | Palle Granditsky  | Borås kretsteater/ Riksteatern |
| 1958 | Agneta             | Festen snart förbi Axel Strindberg              | Kåre Santesson    | Borås kretsteater              |
| 1959 | Bella Manningham   | Gasljus Patrick Hamilton                        | Palle Granditsky  | Borås kretsteater              |
| 1960 |                    | Natten är min Marc Camoletti                    | Palle Granditsky  | Borås kretsteater              |
| 1960 |                    | Om jag ville... Paul Géraldy och Robert Spitzer | Kåre Santesson    | Borås kretsteater              |
| 1961 | Nora               | Ett dockhem Henrik Ibsen                        | Palle Granditsky  | Borås kretsteater              |
| 1965 | Berta              | Undine (Ondine) Jean Giraudoux                  | Palle Granditsky  | Upsala-Gävle stadsteater       |
| 1968 | Nastasia Filipovna | Idioten (Идиот, Idiot) Fjodor Dostojevskij      | Palle Granditsky  | Upsala-Gävle stadsteater       |
| 1975 |                    | Prästkappan Sven Delblanc                       | Ulf Fredriksson   | Upsala-Gävle stadsteater       |
| 1987 | Emma               | Den politiske kocken August Blanche             | Palle Granditsky  | Helsingborgs stadsteater       |

### Regi (ej komplett)
| År   | Produktion                                                 | Upphovsmän                                        | Teater                         |
| ---- | ---------------------------------------------------------- | ------------------------------------------------- | ------------------------------ |
| 1956 | Glasmenageriet The Glass Menagerie                         | Tennessee Williams                                | Borås kretsteater              |
| 1956 | Zoé                                                        | Jean Marsan                                       | Atelierteatern                 |
| 1956 | Råttfällan The Mousetrap                                   | Agatha Christie                                   | Borås kretsteater              |
| 1957 | Vigseln Женитьба, Zhenit'ba                                | Nikolai Gogol                                     | Borås kretsteater              |
| 1957 | Frieriet Женитьба, Zhenit'ba                               | Nikolai Gogol                                     | Parkteatern                    |
| 1957 | En kvinna är överflödig En Kvinde er overflødig            | Knud Sønderby                                     | Borås kretsteater/ Riksteatern |
| 1958 | Kärleksgåvan A Phoenix Too Frequent                        | Christopher Fry                                   | Borås kretsteater              |
| 1959 | Vin och vårlek Le bon vin de monsieur Nuche                | Paul Willems och André Souris                     | Borås kretsteater              |
| 1960 | Mans kvinna                                                | Vilhelm Moberg                                    | Borås kretsteater              |
| 1965 | De vassa palmerna                                          | Elsa Grave                                        | Upsala-Gävle stadsteater       |
| 1986 | Ifigenia i Aulis Ἰφιγένεια ἐν Αὐλίδι, Īphigéneia en Aulídi | Euripides Översättning Tord Baeckström            | Helsingborgs stadsteater       |
| 1987 | En triangel The Trigon                                     | James Broom-Lynne Översättning Lennart Lagerwall  | Helsingborgs stadsteater       |
| 1987 | Flugorna Les Mouches                                       | Jean-Paul Sartre Översättning Eyvind Johnson      | Helsingborgs stadsteater       |
| 1988 | Din stund på jorden                                        | Vilhelm Moberg                                    | Helsingborgs stadsteater       |
| 1988 | Kung Lear King Lear                                        | William Shakespeare Översättning Allan Bergstrand | Helsingborgs stadsteater       |
| 1989 | Heliga Birgittas farliga lekar                             | Johanna Enckell                                   | Helsingborgs stadsteater       |

### Fotnoter
1. ↑   https://unt.se/bli-prenumerant/artikel/r9wn10vj/unt-bd-0kr-dp_week
2. ↑   https://www.ratsit.se/19290315-Blenda_Anita_Blom_Granditsky_Lidingo/6qSi8nxQt3VpkP59R3FMGT6AnRItHN-QlwVBDgZkWdM
3. 1 2  ”Anita Blom”. Svensk Filmdatabas. http://sfi.se/sv/svensk-filmdatabas/Item/?type=PERSON&itemid=176472&iv=OVERVIEW. Läst 17 oktober 2012.
4. ↑  ”Anita Blom”. Dramadirekt. Arkiverad från originalet den 18 augusti 2010. https://web.archive.org/web/20100818063557/http://www.dramadirekt.se/presentationer.php?authorlist=40416. Läst 17 oktober 2012.
5. ↑  Dagens Nyheter 29 oktober 1975 sid.41
6. ↑  Svenska Dagbladet 8 juli 1951 sid.7
7. ↑  Svenska Dagbladet, 25 januari 1959, sid. 14
8. ↑  ”Anita Blom”. IMDb.com. Arkiverad från originalet den 10 mars 2016. https://web.archive.org/web/20160310103809/http://akas.imdb.com/name/nm0088877/. Läst 17 oktober 2012.
9. ↑  ”Tidningsnotis”. Dagens Nyheter:  s. 14. 27 februari 1957. https://arkivet.dn.se/tidning/1957-02-27/57/14. Läst 29 juli 2018.
10. ↑  ”Tidningsnotis”. Dagens Nyheter:  s. 20. 10 november 1957. https://arkivet.dn.se/tidning/1957-11-10/306/20. Läst 29 juli 2018.
11. ↑  Ebbe Linde (17 november 1958). ”Boråspremiär”. Dagens Nyheter:  s. 18. https://arkivet.dn.se/tidning/1958-11-17/312/18. Läst 29 juli 2018.
12. ↑  Ebbe Linde (10 januari 1959). ”'Gasljus', perfekt giv i Borås”. Dagens Nyheter:  s. 10. https://arkivet.dn.se/tidning/1959-01-10/8/10. Läst 29 juli 2018.
13. ↑  Ebbe Linde (29 augusti 1960). ”Snällt hembiträde i fars ger familjen all fritid”. Dagens Nyheter:  s. 14. https://arkivet.dn.se/tidning/1960-08-29/234/14. Läst 29 juli 2018.
14. ↑  ”Tidningsnotis”. Dagens Nyheter:  s. 39. 27 november 1960. https://arkivet.dn.se/tidning/1960-11-27/323/39. Läst 29 juli 2018.
15. ↑  ”Tidningsnotis”. Dagens Nyheter:  s. 39. 23 februari 1961. https://arkivet.dn.se/tidning/1961-02-23/52/17. Läst 29 juli 2018.
16. ↑  Bengt Jahnsson (9 september 1965). ”Uppsala presenterar ett genialt scenverk”. Dagens Nyheter:  s. 17. https://arkivet.dn.se/tidning/1965-09-09/11166-244/17. Läst 3 januari 2025.
17. ↑  Bengt Jahnsson (26 januari 1968). ”Kongenialt samspel i Uppsalas 'Idioten'”. Dagens Nyheter:  s. 18. https://arkivet.dn.se/tidning/1968-01-26/11171-24/18. Läst 3 januari 2025.
18. ↑  Bengt Jahnsson (8 november 1975). ”Delblancs 'Prästkappan': Åtråvärt enkelt budskap”. Dagens Nyheter:  s. 18. https://arkivet.dn.se/tidning/1975-11-08/303/18. Läst 18 juli 2018.
19. ↑  ”Glasmenageriet i Borås”. Dagens Nyheter:  s. 10. 22 februari 1956. https://arkivet.dn.se/tidning/1956-02-22/51/10. Läst 18 juli 2019.
20. ↑  ”Zoé, 1956 :: föreställning”. Carlotta. http://samlingar.goteborgsstadsmuseum.se/carlotta/web/object/1022332. Läst 18 juli 2019.
21. ↑  ”Tidningsnotis”. Dagens Nyheter:  s. 18. 31 oktober 1956. https://arkivet.dn.se/tidning/1956-10-31/297/18. Läst 29 juli 2018.
22. ↑  ”Frierier i Borås”. Dagens Nyheter:  s. 10. 23 januari 1957. https://arkivet.dn.se/tidning/1957-01-23/22/10. Läst 29 juli 2018.
23. ↑  ”Tidningsnotis”. Dagens Nyheter:  s. 10. 1 augusti 1957. https://arkivet.dn.se/tidning/1957-08-01/206/10. Läst 29 juli 2018.
24. ↑  ”Tidningsnotis”. Dagens Nyheter:  s. 18. 2 oktober 1957. https://arkivet.dn.se/tidning/1957-10-02/268/18. Läst 29 juli 2018.
25. ↑  ”Tidningsnotis”. Dagens Nyheter:  s. 16. 28 februari 1958. https://arkivet.dn.se/tidning/1958-02-28/57/16. Läst 29 juli 2018.
26. ↑  ”Tidningsnotis”. Dagens Nyheter:  s. 16. 21 mars 1959. https://arkivet.dn.se/tidning/1959-03-21/78/16. Läst 29 juli 2018.
27. ↑  Ebbe Linde (3 februari 1960). ”'Mans kvinna' i Borås”. Dagens Nyheter:  s. 11. https://arkivet.dn.se/tidning/1960-02-03/32/11. Läst 29 juli 2018.
28. ↑  Bengt Jahnsson (20 november 1965). ”Grave i Uppsala: En självklar teaterbegåvning”. Dagens Nyheter:  s. 14. https://arkivet.dn.se/tidning/1965-11-20/11166-315/14. Läst 3 januari 2025.
29. ↑  Lars Linder (26 april 1987). ”2 x Helsingborg: Meny på allt och intet”. Dagens Nyheter:  s. 26. https://arkivet.dn.se/tidning/1987-04-26/112/26. Läst 26 januari 2022.